# Leonhard Schlüter
Franz Leonhard Schlüter (* 2. Oktober 1921 in Rinteln; † 19. Januar 1981) war ein deutscher Politiker (DKP-DRP, FDP) und Verleger. Seine Berufung zum niedersächsischen Kultusminister rief 1955 erhebliche öffentliche Proteste wegen Schlüters rechtsextremer Gesinnung hervor. Diese führten wenige Tage später zu seinem Rücktritt.

## Leben

### Familie, Militär, Studium
Franz Leonhard Schlüters Vater Friedrich Schlüter war im Ersten Weltkrieg aktiver Offizier und diente bis November 1918 als Feldartillerie-Premierleutnant, anschließend wurde er Tanzlehrer. Seine Mutter wurde im Nationalsozialismus als „Volljüdin“ eingestuft; ihre Deportation konnte Schlüter im Februar 1945 jedoch mit Unterstützung von NS-Stellen abwenden, mehrere Verwandte mütterlicherseits wurden jedoch in Konzentrationslager verschleppt. Der Spiegel interpretierte die Bedeutung seiner familiären Herkunft für Schlüter 1955 so:

„In der Tat, Leonhard Schlüter wünschte weder vor 1945 noch nachher ein ‚Halbjude‘ zu sein, sondern ein gleichberechtigter deutscher Patriot. Wobei er seine von ihm als Makel empfundene Provenienz dadurch auszubalancieren trachtete, daß er bestrebt war, seine patriotisch gestimmten Landsleute an nationalem Eifer noch zu übertreffen.“

Schlüter machte 1939 am Realgymnasium Hameln sein Abitur und meldete sich darauf zum Reichsarbeitsdienst, darauf im November 1939 freiwillig zum Wehrdienst. Er nahm als Infanterist am Westfeldzug teil und wurde zum Gefreiten und später zum Unteroffizier befördert.  Nach einer schweren Verwundung bewarb sich Schlüter nach seiner Genesung um eine Ausbildung zum „Kriegsoffizier“. Das lehnten seine vorgesetzten Dienststellen unter Berufung auf Schlüters jüdische Abstammung ab.  Auch seine Ernennung in den Unteroffiziersrang als Oberjäger wurde daraufhin widerrufen, Schlüter wurde 1941 aus der Wehrmacht entlassen.
Daraufhin nahm Schlüter sein Studium an der Juristischen Fakultät der Georg-August-Universität Göttingen wieder auf, nachdem ihm dies von Reichswissenschaftsminister Bernhard Rust – bis auf Widerruf – gestattet worden war. Da er als „Halbjude“ nicht zum Staatsexamen zugelassen wurde, entschied Schlüter sich zur Promotion bei Rudolf Smend. Seine Arbeit trug nach Schlüters eigenen Angaben den Titel Das Eindringen des Massenproblems in die staatspolitische und staatstheoretische Literatur. Durch das Rigorosum am 1. August 1944 fiel er allerdings durch. Die Behauptung Schlüters, wegen verfänglicher politischer Fragen die mündliche Prüfung nicht bestanden zu haben, lässt sich gemäß dem Prüfungsprotokoll und nach den Aussagen des späteren Prodekans der Universität Göttingen Arnold Köttgen nicht halten. In der Nachkriegszeit wurde gegen Schlüter auch „wegen unberechtigten Führens des Doktortitels“ ermittelt.

### Nachkriegszeit
Anfang Mai 1945 heiratete Schlüter die Ärztin Erika Geist. Am 5. Mai wurde er – nach eigenen Angaben – mit der Leitung der Kriminalpolizei in Göttingen betraut, ein Amt, für das er vom damaligen Göttinger Oberbürgermeister und Amtsgerichtsrats Erich Schmidt vorgeschlagen wurde. In die Berufung hatte die amerikanischen Besatzungsmacht eingewilligt. Seine Tätigkeit bei der Polizei wurde im Juni 1947 zum Anlass gerichtlicher Voruntersuchungen: die Oberstaatsanwaltschaft warf ihm Aussageerpressung, Verfolgung Unschuldiger, Freiheitsberaubung, Urkundenunterdrückung und Benachteiligung fremder Vermögensinteressen vor. Schlüter habe unter anderem versucht, dem DGB-Sekretär Fritz Schmalz ein Mordkomplott gegen Oberbürgermeister Schmidt und Schlüter selbst anzuhängen. Schlüter kündigte den Polizeidienst zum 1. Oktober 1947. Die Militärregierung zog das Verfahren an sich und unterband damit weitere Ermittlungen, da „englische Offiziere in die Sache verwickelt waren“. Im Folgejahr wurde Schlüter untersagt, sich weiterhin als „Kriminalkommissar a. D.“ zu bezeichnen; korrekt sei „Kriminalinspektor auf Probe außer Diensten“.

„Schon dadurch, daß er sich in allerlei Auseinandersetzungen und Prozesse verwickeln ließ, die mit der nachkriegsbedingten Neuverteilung lokaler Machtpositionen in unverkennbarem Zusammenhang standen, ist Schlüter bei bestimmten Göttinger Bürgerkreisen in den Ruf einer schillernden Persönlichkeit geraten.“

1948 erhielt Schlüter ein Stellenangebot als Supervisor beim Public Opinion Research Office (PORO) der britischen Besatzungsbehörde. Dort soll er unter anderem mit der Überwachung der DKP-DRP befasst gewesen sein. Als bekannt wurde, dass Schlüter bei den Kommunalwahlen in Niedersachsen am 28. November 1948 für die DKP-DRP angetreten war – und gewählt wurde –, wurde er aufgrund des politischen Betätigungsverbots, das für alle Angestellten der Behörde galt, 1949 entlassen.

### Verleger
In der Folgezeit ging Schlüter einer verlegerischen Tätigkeit nach. Zuerst hatte er die Witzenhäuser Verlagsunion KG betrieben, um die kurzlebige Zeitschrift Deutsches Echo zu publizieren. Noch 1949 beteiligte sich Schlüter mit Karl Waldemar Schütz an der Gründung des Plesse-Verlags, als deren Vorstand seine Ehefrau eingetragen wurde. Nach deren Ausscheiden aus dem Plesse-Verlag betrieb Schlüter ab 1951 die Göttinger Verlagsanstalt für Wissenschaft und Politik, in dem er Werke zahlreicher Nationalsozialisten verbreitete, unter anderem von acht 1945 amtsenthobenen Professoren, die bis dahin nicht wieder zu einer Lehrtätigkeit zugelassen worden waren.
Von Schlüter verlegte Autoren waren unter anderem Hans Grimm, Franz von Papen, Rudolf Diels, Dietrich Klagges, Herbert Grabert und Joseph Otto Plassmann. Im Hinblick auf Schlüters kurze Amtszeit als Minister schrieb Der Spiegel: „Das Programm dieses Verlages war ohne Zweifel eine der wichtigsten Ursachen des Göttinger Aufstandes gegen den Kultusminister Schlüter.“ In seiner Göttinger Verlagsanstalt veröffentlichte Schlüter 1958 auch eine – anonyme – Abrechnung mit den Göttinger Professoren, die 1955 gegen ihn opponiert hatten. Auch danach blieb Schlüter Betreiber der „auf neonazistisches Schrifttum spezialisierten“ Göttinger Verlagsanstalt für Wissenschaft und Politik.

### Parteipolitik
Zur Zeit seiner Tätigkeit beim PORO hatte Schlüter schon länger Kontakt zum damaligen Göttinger Vorsitzenden der Deutschen Konservativen Partei – Deutschen Rechtspartei (DKP-DRP) Adolf von Thadden und hielt öfter völkisch-nationalistische Brandreden auf öffentlichen Veranstaltungen. Im September 1948 hielt Schlüter auf der Landestagung der DKP-DRP einen Vortrag zum Thema: „Die Entwicklung der Deutschnationalen Volkspartei und die Notwendigkeit einer neuen Rechtspartei, die sich vorzugsweise an die früheren Nationalsozialisten wenden müsse.“ Daraufhin wurde er zum niedersächsischen Landesvorsitzenden der DKP-DRP gewählt und organisierte den folgenden Kommunalwahlkampf der Partei. Über eine Wahlkundgebung Schlüters in Wolfsburg, wo die DKP-DRP daraufhin eine Zweidrittelmehrheit erreichte, berichtete der Spiegel: „Hier geschah es nach 1945 zum erstenmal, daß die Leute – von Schlüters Rede fasziniert – das Deutschlandlied sangen.“ Bei den niedersächsischen Kommunalwahlen am 28. November 1948 wurde Schlüter selbst in den Göttinger Stadtrat gewählt. Die britische Militärregierung untersagte Schlüter nach Skandalen um das Verhalten der DKP-DRP in Wolfsburg „durch eine Verfügung vom 30. April 1949 jede politische Tätigkeit und de[n] Aufenthalt im Kreis Gifhorn, zu dem Wolfsburg gehört“. Schlüter hielt sich nicht an das politische Betätigungsverbot, reduzierte aber seine öffentliche Sichtbarkeit.
An den Verhandlungen der DKP-DRP mit der Deutschen Partei und der hessischen Nationaldemokratischen Partei am 1. Juli 1949 über einen gemeinsamen Antritt zur Bundestagswahl 1949 nahm Schlüter für seine Partei gemeinsam mit Wilhelm Jaeger, Eldor Borck, Ludwig Schwecht, Lothar Steuer und Adolf von Thadden teil. Obwohl die Pläne recht weit gediehen waren, scheiterten sie schlussendlich. Grund war die Erklärung der britischen Militärregierung, eine Fusionspartei werde keine Lizenz erhalten und könne somit nicht zur Wahl antreten. Anfang 1950 trat Schlüter aus der Partei aus, nachdem Fritz Rößler neuer niedersächsischer Landesvorsitzender der DKP-DRP geworden war.
Ein Jahr später gründete Schlüter im Januar 1951 die Nationale Rechte (NR), eine als Sammelbecken für rechtsextreme Kräfte organisierte Partei, deren Vorsitz er einnahm. Die NR versuchte zusammen mit der Deutschen Reichspartei (DRP) eine Gemeinschaftsliste mit der FDP für die Landtagswahl in Niedersachsen 1951 aufzustellen, die FDP beteiligte sich jedoch letztlich nicht. Die Verbindung mit der DRP zeigte, dass die NR vor allem auf dem Papier bestand.
Als Kandidat der DRP zog Schlüter am 6. Mai 1951 in den Niedersächsischen Landtag ein. Nach einem internen Machtkampf und finanziellen Unstimmigkeiten verließ Schlüter bald darauf die DRP-Fraktion und wechselte im September auf das Betreiben des FDP-Fraktionsvorsitzenden und Göttinger Oberbürgermeisters Hermann Föge in die FDP-Fraktion. Die Aufnahme Schlüters in die Fraktion war in der FDP zuerst umstritten, stärkte jedoch das rechte Profil der FDP, die sich als „Nationale Sammlungsbewegung“ etablieren wollte. Die Entscheidung zum Übertritt zur FDP dürfte Schlüter leichtgefallen sein, nachdem ihn die NR im Sommer 1951 von allen Parteiämtern suspendiert hatte. Schlüter stieg als „Wortführer des rechten Flügels“ der FDP 1954 zum stellvertretenden Fraktionsvorsitzenden, 1955 schließlich zum Fraktionsvorsitzenden der FDP im Niedersächsischen Landtag auf.
Nach der Landtagswahl am 24. April 1955 bildete sich eine Bürgerblock-Regierung aus DP, CDU, GB/BHE und FDP unter Heinrich Hellwege. Die SPD unter Hinrich Wilhelm Kopf wurde erstmals seit der Gründung des Landes aus der Regierungsverantwortung verdrängt. Die FDP-Fraktion schlug am 12. Mai 1955 Konrad Mälzig als Minister für Aufbau sowie ihren Fraktionsvorsitzenden Leonhard Schlüter als Kultusminister vor. Hellwege präsentierte das neue Kabinett am 26. Mai 1955.

### Schlüters Sturz
Als Schlüter als Kultusminister ins Gespräch kam, rief dies zuerst in der akademischen Öffentlichkeit und besonders an der Georg-August-Universität Göttingen erheblichen Widerstand hervor. Bereits am 13. Mai 1955 führte der Rektor der Universität, Emil Woermann, ein Gespräch mit Hellwege über Schlüter: „Schlüter habe nicht das Vertrauen der Universität, und für den Fall, daß er zum Kultusminister ernannt werde, würden er und der Universitätssenat möglicherweise die akademischen Ehrenämter niederlegen.“ Nach kurzer Zeit erlangte die „Schlüter-Affäre“ auch internationale Beachtung. Wegen Schlüters rechtsradikalem und völkischem Hintergrund befürchtete man negative Auswirkungen auf den demokratischen Auftrag der Universitäten. Der Spiegel schrieb später, „daß nicht einzelne Vorwürfe gegen den Kultusminister das Entscheidende waren, sondern einfach die Tatsache, daß seine Persönlichkeit einigermaßen hart umstritten ist.“
Noch am Tag von Schlüters Berufung als Minister, dem 26. Mai, traten der Göttinger Rektor, der Senat sowie die Dekane sämtlicher Fakultäten aus Protest von ihren Ämtern zurück und erklärten: „Nachdem ihre Bemühungen erfolglos geblieben sind, sehen sich Rektor und Senat gezwungen, durch die Niederlegung ihrer Ehrenämter in der akademischen Selbstverwaltung zu bekunden, daß sie sich zu den in Erfüllung ihrer Pflichten erhobenen Vorstellungen bekennen.“
Die Studentenschaft unterstützte die Universitätsleitung in ihrer Entscheidung. Der AStA der Universität trat – wie bereits am 25. Mai für den Fall von Schlüters Amtseinsetzung mit 18:1 Stimmen beschlossen – zurück und bekundete seine Unterstützung der Entscheidung der Universitätsleitung. Gleichzeitig veröffentlichte er eine dreiseitige Liste der Bücher und Autoren, die in Schlüters Verlag erschienen waren. Die Studierenden der Universität forderte er am Morgen des 27. Mai 1955 auf, Vorlesungen und Übungen zu boykottieren. Mehrere Demonstrationen fanden statt, aber an der ganzen Universität nur fünf Vorlesungen mit insgesamt 25 Hörern. Von den 4900 in Göttingen immatrikulierten Studenten versammelte sich mehr als die Hälfte am Abend vor dem Auditorium maximum zu einem Fackelzug.
Während die damals rechtsorientierte FDP-Landtagsfraktion Schlüter weiterhin unterstützte und die Proteste gegen ihn als „Hetzaktion“ bezeichnete, distanzierte sich die Bundes-FDP von Schlüter. Hellwege drängte ihn daraufhin, sich beurlauben zu lassen, was am 4. Juni 1955 geschah. Die FDP überlegte in den nächsten Tagen, die Regierung Hellwege wieder zu verlassen, entschied sich aber schließlich, Schlüter als Kultusminister aufzugeben. Am 9. Juni reichte er seinen Rücktritt ein, der zwei Tage später in Kraft trat. Schlüters Amt übernahm zunächst Ministerpräsident Hellwege selbst, bevor im September der FDP-Politiker Richard Tantzen nachfolgte. Der Spiegel bilanzierte:

„Friedrich Leonhard Schlüter saß genau vier Tage im Ministerzimmer des Kultusministeriums. Zu kulturpolitischen Handlungen kam es dabei nicht. Er richtete seinen Schreibtisch ein, und schon kamen die ersten Proteste, die abzuwehren seine ganze ministerielle Aufmerksamkeit in Anspruch nahm.“

Mit dem „Fall Schlüter“ beschäftigte sich der Landtag in einer eigens dafür einberufenen Sondersitzung am 11. Juni 1955, in der sich die Regierungsparteien und insbesondere die FDP weiterhin hinter Schlüter stellten. Der Landtag beschloss jedoch die Einsetzung eines parlamentarischen Untersuchungsausschusses zur Ernennung Schlüters. Dieser kam im Februar 1956 zu dem Ergebnis, dass keine Verletzung der Sorgfaltspflicht durch Ministerpräsident Hellwege vorliege, Schlüter aber „durch seine verlegerische Tätigkeit sich der wichtigsten Voraussetzungen für das Amt des Kultusministers begeben habe. Es liege Anlaß vor, seine Publikationen unter dem Gesichtspunkt des Artikels 18 des Grundgesetzes (Verwirkung der Grundrechte) zu prüfen.“ Zu diesem Anlass wurde bekannt, dass Schlüter am 8. Januar 1956 aus der FDP ausgetreten war. Nach seinem Parteiaustritt verblieb er noch bis 1959 als unabhängiger Abgeordneter im Parlament. 1958 veröffentlichte Schlüter in seinem Verlag ein Buch, das keinen Autor hatte und den Titel Die große Hetze. Der niedersächsische Ministersturz. Ein Tatsachenbericht zum Fall Schlüter. trug, in dem er in der dritten Person über den Fall Schlüter schrieb. Er wies alle Vorwürfe zurück und griff seine Kritiker an. Dazu gehörte auch der in der Schlütersache besonders engagierte frühere Widerstandskämpfer gegen das Hitlerreich Emil Woermann. Teilweise hielt Schlüter seinen Kritikern und auch Woermann ohne triftige Beweise vor, sie seien selbst notorische Nazis gewesen.

### Verurteilung und Rückblicke
Am 30. April 1960 wurde Schlüter wegen „Staatsgefährdung“ und „Staatsbeschimpfung“ vom 3. Strafsenat des Bundesgerichtshofes zu einer Geldstrafe von 1200 DM anstelle einer Gefängnisstrafe von zwei Monaten verurteilt. Er hatte Herbert Graberts verfassungsfeindliches Werk Volk ohne Führung verlegt. Grabert wurde im selben Prozess zu neun Monaten Gefängnis, zur Bewährung ausgesetzt, verurteilt (BGHSt 14, 258). Dieses Urteil gilt als der „endgültige Abschluss der Schlüter-Affäre“, da Schlüter bis dahin Diffamierungen gegen den Rektor Emil Woermann und andere Göttinger Professoren verbreitet hatte.
Im Rückblick bewertete Der Spiegel 1967 den „Fall Schlüter“ als einen „in der ganzen Welt widerhallenden politischen Skandal“ und als Höhepunkt der „erst Ende der fünfziger Jahre langsam abklingende[n rechts]radikale[n] Vergiftung der Freien Demokratischen Partei“. Johannes Rau erwähnte 1998 als Ministerpräsident von Nordrhein-Westfalen den „Fall Schlüter“ in einer Rede zum 50-jährigen Bestehen der Kultusministerkonferenz als Kuriosum, als kürzesten amtierenden Kultusminister:

„Es gab einen Kultusminister, der war zehn Tage im Amt, vom 2. bis 11. Juni 1955. Er hieß Leonhard Schlüter, war aus Niedersachsen, gehörte der FDP an, und er hat sich mit einer eigenartigen Räuber- und Gendarm-Affaire selbst zu Fall gebracht.“